# Communications on Pure and Applied Mathematics
Die Communications on Pure and Applied Mathematics sind eine mathematische Zeitschrift mit Peer-Review, die seit 1948 monatlich im Verlag John Wiley & Sons erscheint.
Sie sind mit dem Courant Institute verbunden und bringen deshalb Beiträge zu Analysis, mathematischer Physik und angewandter Mathematik, besonders zu partiellen Differentialgleichungen einschließlich Numerik und Scientific Computing.
Bezüglich des Impact Factor lag die Zeitschrift 2006 mit 2,030 auf Platz Nr. 4 unter den Mathematikzeitschriften und für 1981 bis 2006 auf dem zweiten Platz nach den Annals of Mathematics. Der Impact Factor der Zeitschrift lag 2015 bei 3,500 und 2016 bei 3,617, sie gehört damit zu den führenden Mathematikzeitschriften weltweit.
Herausgeberin ist Sylvia Serfaty (2025).
Die ISSN ist 0010-3640.